# La Marquise de Sévigné
Cet article concerne un chocolatier. Pour l'épistolière, voir Madame de Sévigné. Pour les autres homonymes, voir Sévigné.
La Marquise de Sévigné est la marque commerciale de la holding Société alsacienne de participations agroalimentaires (SALPA), entreprise agroalimentaire industrielle spécialisée dans la création et la commercialisation de chocolats.

## Historique

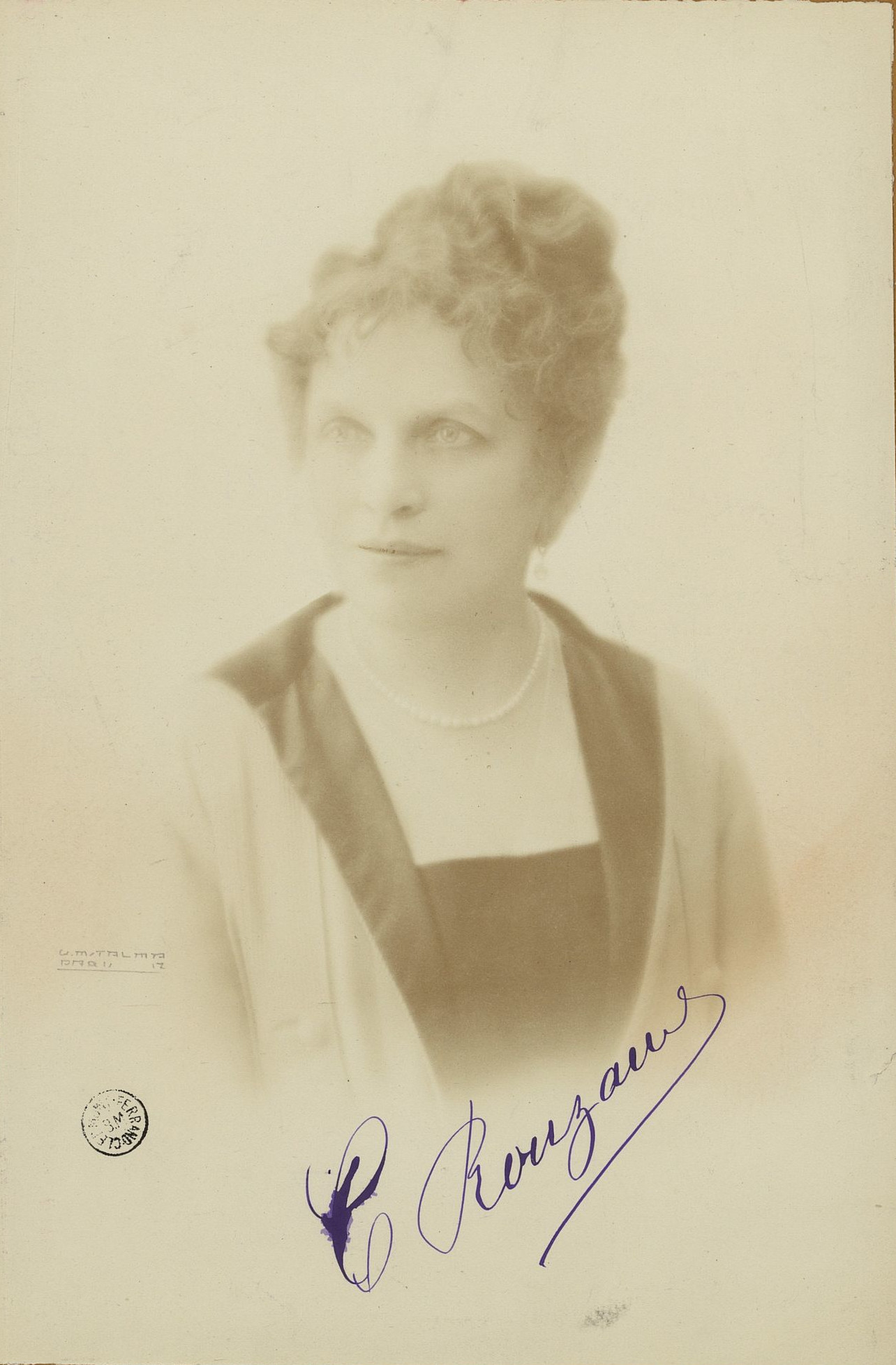
Clémentine Rouzaud fondatrice de la chocolaterie "La Marquise de Sévigné"

L'entreprise est fondée en 1898 par Clémentine et Auguste Rouzaud, fille de chocolatier à Royat, avant de prendre définitivement son nom en 1900 après que Clémentine Rouzaud a envoyé un assortiment de sa fabrication à Edmond Rostand alors présent à Vichy au Pavillon Sévigné qui aurait été occupé par la Marquise de Sévigné au XVIIe siècle.
De 1900 à 1914, l'entreprise se fait connaître en France grâce aux nombreux magasins qu'elle ouvre, dont ceux du boulevard de la Madeleine et de la place Victor-Hugo à Paris. Elle commence également à exporter sa production.
En 1952, après le décès de Clémentine Rouzaud, son petit-fils Claude-Auguste Rouzaud reprend la succession, perfectionne la production dans ses usines. Après l'échec du rachat par un grand groupe de distribution en 1970, l'entreprise est rachetée en 1973 par la famille Burrus, à la tête du groupe agroalimentaire SALPA, qui dès lors contrôle l'ensemble de la chaîne d'élaboration du chocolat de la production des fèves, en passant par la création et la distribution. Ils ouvrent une nouvelle boutique place de la Madeleine à Paris, et collaborent avec des créateurs de mode comme Jean-Charles de Castelbajac, André Courrèges ou Anne Rosat.
Le groupe SALPA a ouvert un musée du chocolat à Strasbourg au sein de son usine de fabrication.